# Heinrich von Cocceji

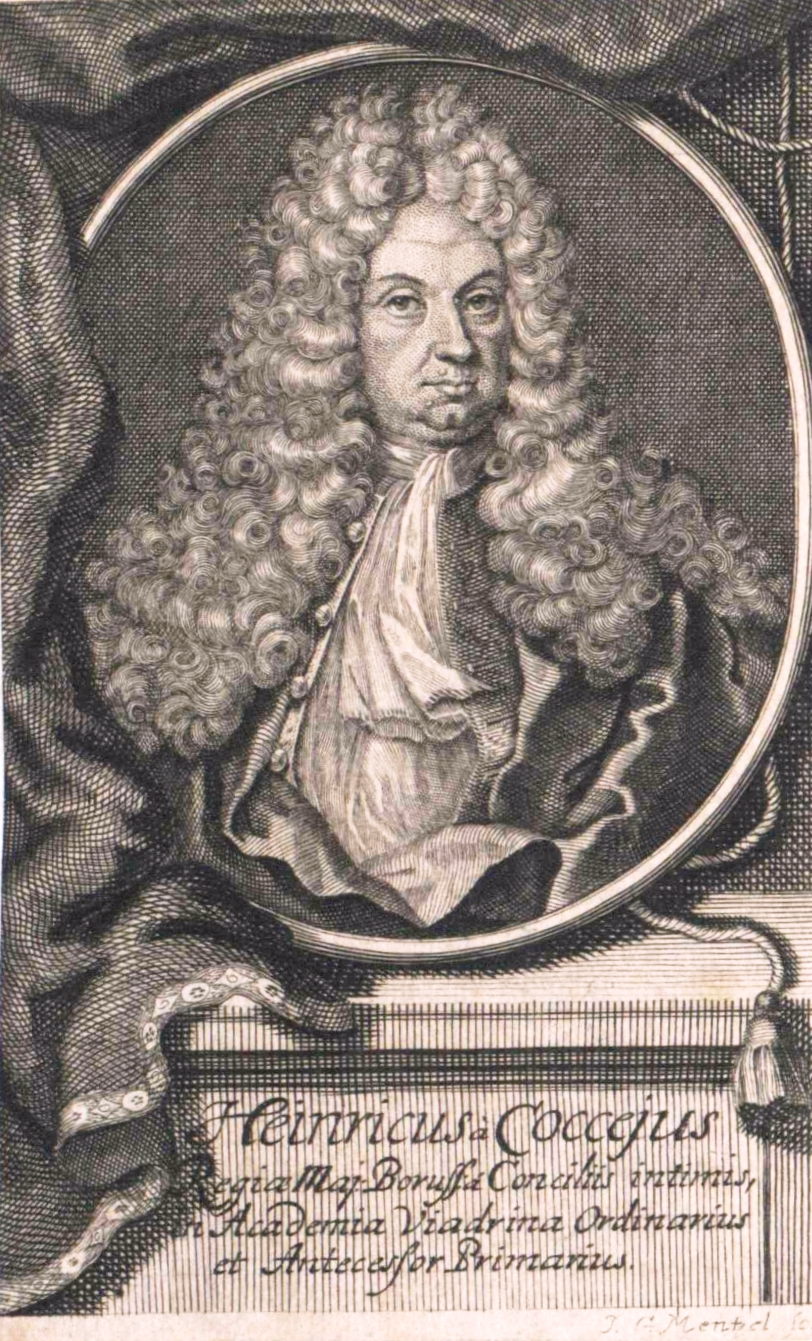
Heinrich Freiherr von Cocceji

Heinrich Freiherr von Cocceji (Aussprache: kok'tse:ji, * 25. März 1644 in Bremen; † 18. August 1719 in Frankfurt (Oder)) war Professor für Natur- und Völkerrecht an den Universitäten in Heidelberg, Utrecht und Frankfurt (Oder).

## Leben
Heinrich Cocceji war ein Sohn des städtischen Hafenschreibers Heinrich Coch und der Lucia Oldenburg, einer Schwester von Heinrich Oldenburg. Aus der 1673 geschlossenen Ehe mit Maria Salome Hougwart/Howard gingen drei Söhne hervor, darunter Samuel von Cocceji, Kammergerichtspräsident und seit 1747 Großkanzler unter Friedrich II., sowie Johann Gottfried von Cocceji, Regierungspräsident in Magdeburg.
Nach Studien der Rechtswissenschaften von 1667 bis 1669 in Leiden, 1670 in Oxford (Promotion Dr. jur. utr.) und Studienreisen durch England und Frankreich kam Heinrich Cocceji 1671 als außerordentlicher Professor an die philosophische Fakultät nach Heidelberg (Nachfolger Samuel von Pufendorfs). Von 1677 bis 1688 lehrte er an der juristischen Fakultät, 1682 wurde er zum Geheimen Rat und Mitglied des kurfürstlichen Revisionsgericht ernannt, 1688 floh er aus der von Franzosen besetzten Stadt und ging für ein Jahr nach Utrecht. Ab 1690 war Cocceji ordentlicher Professor in Frankfurt (Oder). Heinrich Cocceji erhielt am 7. September 1702 den preußischen Adelsstand und wurde Wien 3. März 1713 in den Reichsfreiherrnstand erhoben.

## Werke
- Dissertatio Ordinaria Ex Jure Nat. & Gentium An Traditio Necessaria Sit Ad Transferendum Dominium. Heidelbergae 1715 Digitalisat